# Dearborn (Misuri)
Dearborn es una ciudad ubicada en el condado de Platte en el estado estadounidense de Misuri. En el Censo de 2010 tenía una población de 496 habitantes y una densidad poblacional de 211,38 personas por km².

## Geografía
Dearborn se encuentra ubicada en las coordenadas 39°31′33″N 94°46′30″O / 39.52583, -94.77500. Según la Oficina del Censo de los Estados Unidos, Dearborn tiene una superficie total de 2.35 km², de la cual 2.29 km² corresponden a tierra firme y (2.21%) 0.05 km² es agua.

## Demografía
Según el censo de 2010, había 496 personas residiendo en Dearborn. La densidad de población era de 211,38 hab./km². De los 496 habitantes, Dearborn estaba compuesto por el 96.37% blancos, el 0.4% eran afroamericanos, el 0.2% eran amerindios, el 0% eran asiáticos, el 0% eran isleños del Pacífico, el 1.21% eran de otras razas y el 1.81% pertenecían a dos o más razas. Del total de la población el 2.62% eran hispanos o latinos de cualquier raza.